# Peter Leukefeld
Peter Leukefeld (geboren am 23. März 1937 in Mühlhausen; gestorben am 28. Oktober 1983 in München) war ein deutscher Schriftsteller und Journalist. 

## Leben
Leukefeld lebte in München und war bekannt als Autor von Schnellschuss-Büchern zu aktuellen Ereignissen. So brachte er 1980 das Buch zum Deutschland-Besuch von Papst Johannes Paul II. binnen 19 Stunden nach Abflug des Papstes in Form eines illustrierten Heyne-Taschenbuchs (Danke, Heiliger Vater) auf den Markt. Außerdem war er Autor von Romanadaptionen, so schrieb er zum Beispiel 1983 den Roman zum Science-Fiction-Film Im Zeichen des Kreuzes nach dem Drehbuch von Hans-Rüdiger Minow. Außerdem war er Herausgeber mehrerer Witzesammlungen, darunter die Reihe Die besten Witze dieser Welt bei Goldmann.

## Bibliografie
- Mister 10 Prozent. Der atemberaubende Roman zum gleichnamigen Film. 1969.
- Kriminalarzt Dr. Harder. Roman. 1971.
- Wenn Tiere Hochzeit machen. 1974.
- Liebe im Zoo. 1976.
- Danke, Heiliger Vater. 1980.
- Rekorde der Tierwelt. Ein Lesebuch der Superlative. 1981.
- Ehelich zehrt am Längsten. 1981.
- Charles und Diana. 1981.
- John Lennon in memoriam. Ein Leben für die Musik, die eine ganze Generation veränderte. 1981.
- Liebe Mama, lieber Papa – hört mal her. 1982.
- Küßchen Mama, Küßchen Papa. 1982.
- mit Dieter Hanitzsch: Links verbrandt und rechts verkohlt. Politische Witze und Cartoons. 1983
- mit Hans-Rüdiger Minow: Im Zeichen des Kreuzes. Roman. 1983.

als Herausgeber
- Die besten Witze dieser Welt. Taschenbuchreihe. 1976ff.
- Meschugge biste, Moses. Jüdische Witze. 1979.
- Stillgestanden und gelacht. Soldaten-Witze. 1980.